# لورا فلورس
لورا فلورس (انگلیسی: Laura Flores؛ زادهٔ ۲۳ اوت ۱۹۶۳) بازیگر و خواننده اهل مکزیک است.